# Acaena montana
Acaena montana é uma espécie de rosácea do gênero Acaena, pertencente à família Rosaceae.